# Floriano Ferramola

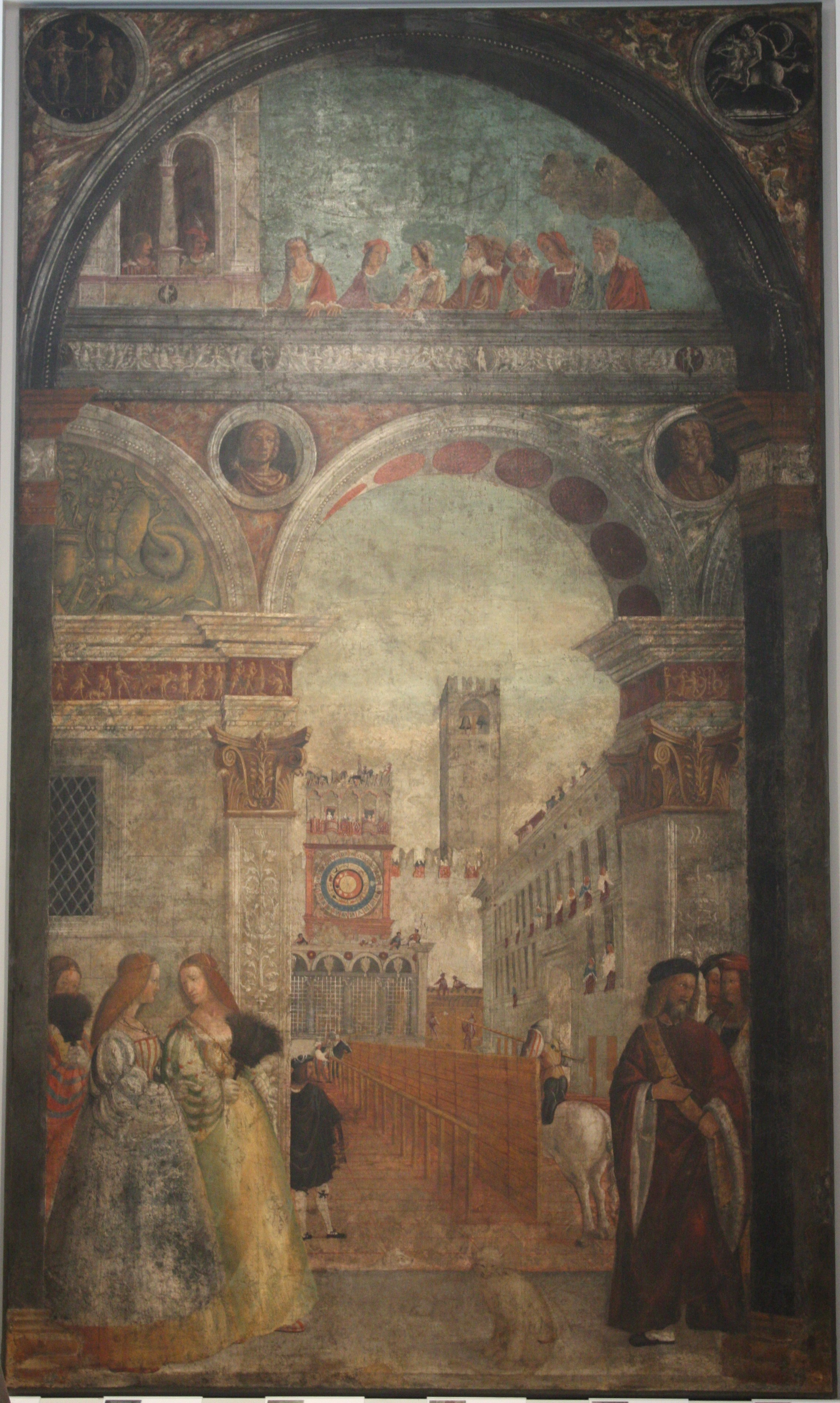
Un torneo en la Plaza Mayor de Brescia (h. 1511)

Floriano Ferramola o Fioravante Ferramola (Brescia, h. 1480- 3 de julio de 1528) fue un pintor italiano del Renacimiento, principalmente activo en su ciudad natal.
Alumno de Vincenzo Foppa, su discípulo más destacado fue Gerolamo Romanino. 

## Obras
- Un torneo en la Plaza Mayor de Brescia, h. 1511. Fresco transferido a lienzo. Victoria and Albert Museum.
- Retrato de Gaston de Foix, 1512.
- Virgen con Santos, 1513, ahora en Berlín.
- Frescos en la Iglesia de Santa María di Lovere en Brescia, 1514.
- Junto con Alessandro Bonvicino pinta el órgano del Duomo Viejo de Brescia, 1516.
- Frescos de una capilla y una luneta de una Anunciación (esta última de atribución dudosa) en la Iglesia de Santa María del Carmine en Brescia.
- Varias pinturas para la Iglesia de Santa María delle Grazie en Brescia.
- Se le atribuye el fresco de la Crucifixión del refectorio de la Abadía de Rodengo-Saiano.
- Virgen entronizada con el Niño y los santos Gregorio y Juan el Bautista, 1522. Óleo sobre lienzo, Pinacoteca Civica Tosio Martinengo, Brescia.